# جبل خريمة
جبل خريمة هي سلسلة جبال تقع في الشمال الشرقي من ولاية محضة، إحدى ولايات محافظة البريمي بسلطنة عمان. منطقة ذات طبيعة خلابة تبعد عن إمارة دبي حوالى 100 كيلومتر، و بحوالى 60 كيلومترا عن مدينة العين بدولة الإمارات العربية المتحدة. « ولاية محضة » هي إحدى ولايات محافظة البريمي بسلطنة عمان. تبعد عن مسقط العاصمة حوالي (300كم) تقريبا، وتتميز بموقعها المميز والقريب من دولة الإمارات العربية المتحدة, حيث تحيط بها ولاية البريمي وإمارة أبوظبي بدولة الإمارات من الجهة الجنوبية الغربية وإمارتا دبي والشارقة من الجهة الشمالية وولايتا صحار وشناص من جهة الشرق. تتميز « جبل خريمة » الممتدة على مسافات كبيرة ويوجد بها ممرات مائية والأودية، وتمر عبرها مياه أودية، كما تضم أحواض كبيرة لتخزين مياه الأمطار.

## نبذة
تقع سلسلة جبال خريمة في الركن الشمالي الغربي من السلطنة بمحاذاة الحدود مع دولة الإمارات العربية المتحدة، وتمتد من حدود سلطنة عمان المتاخمة لدولة الإمارات العربية المتحدة شمالاً، إلى الأودية الكثيرة في محافظة الظاهرة والتي هي عبارة عن سهل شبه صحراوي عماني ينحدر من السفوح الجنوبية لجبال الحجر الغربي في اتجاه صحراء الربع الخالي، وتفصله جبال الكور عن محافظة الداخلية من ناحية الشرق, كما يتصل بصحراء الربع الخالي من ناحية الغرب ومحافظة البريمي شمال غرب.

## الحياة البرية في جبال الخريمة
يوجد في جبال خريمة طيور برية مختلفة كـالقمري والحجل والصفرد والحمام البري المطوق والأسرد والحجل الرملي وفاختة النخيل والقبرة الصحراوية وبعض النافذ، والثعالب، والأشجار البرية المختلفة، تذهب الناس إلى هذه الأرض الجميلة للتمتع بملامحها الطبيعية. تقع أرض منطقة الخريمة الشهير ما بين هضبتين محاطة بمجموعة من الأشجار سلم (شجر) والسمر والسدر وغير ذلك، وكذلك مجموعة كبيرة من الطيور المحلية تعشش على أغصان هذه الأشجار من مواسم التزاوج، خصوصاً في فصلي الربيع والصيف.